# 赫伯特·尤金·埃舍

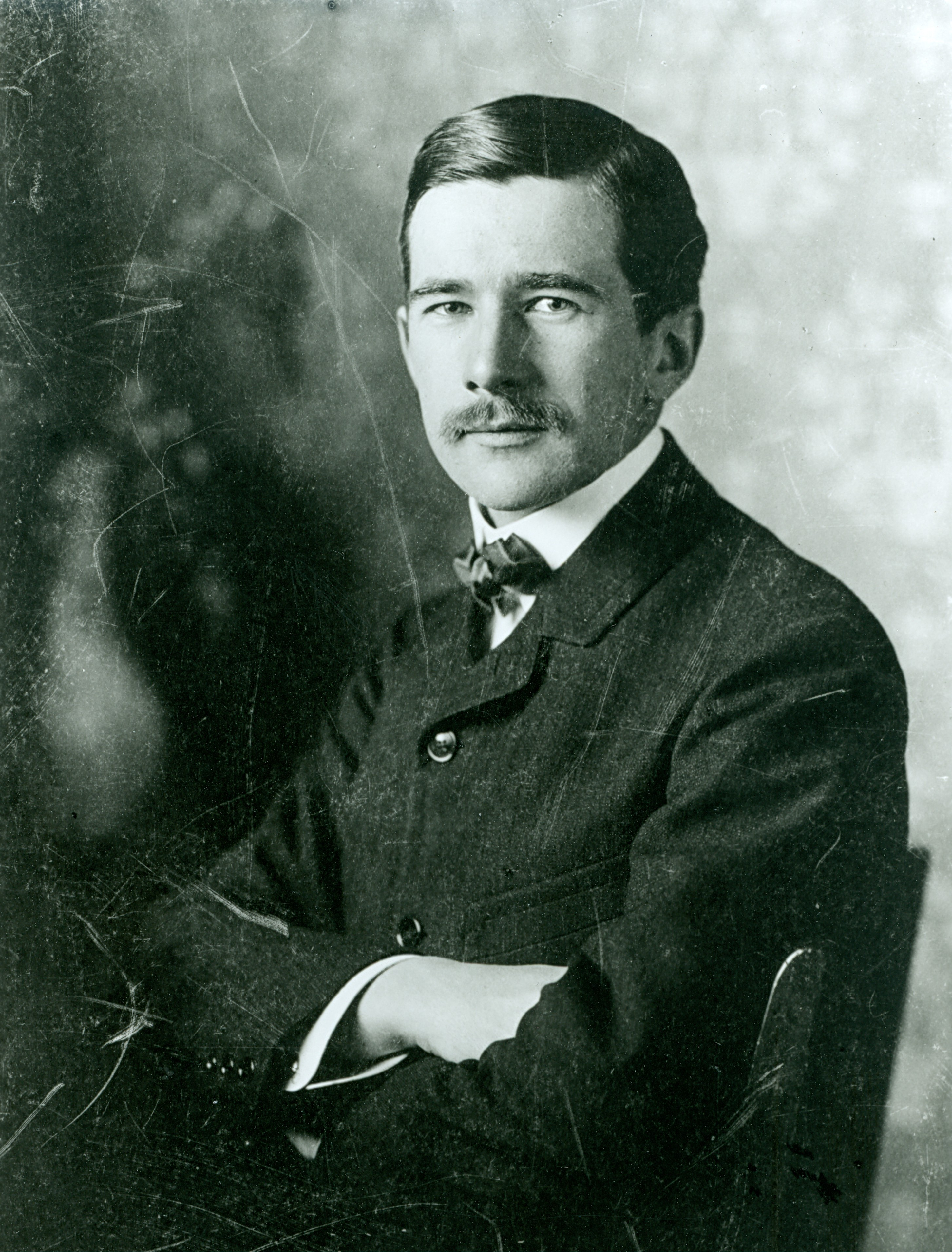

赫伯特·欧根·埃舍 （Herbert Eugen Esche，1874年7月27日—1962年7月18日），是德国纺织企业家和艺术赞助人。 

## 生活与工作
赫伯特·埃舍是开姆尼茨一家袜业制造商奥托·莫里茨·尤金·埃舍 （1845–1902）的儿子。他在父亲去世后与兄弟弗里茨·尤根·埃舍（1876–1953）一起，成为莫里茨·塞缪尔·埃舍袜业工厂的共同所有人兼董事总经理。其家族企业于17世纪创立，因为需要铁路运输于1870年从林巴赫迁至开姆尼茨。 
19世纪末在巴黎，赫伯特·埃舍结识了还尚未成名的比利时建筑师亨利·范·德费尔德。1902年，埃舍委托他在开姆尼茨郊区的Parkstrasse建造别墅。 埃舍给了范·德费尔德充分的自由发挥空间，一座宽敞的家庭住宅由此诞生。1903年别墅完工后，赫伯特·埃舍携妻子和两个孩子搬了进来。 值得注意的是，范·德费尔德接管了房子的所有设计，不仅包括家具、地毯、窗帘和墙面装饰，就连灯具和餐具均出自范·德费尔德之手。 如今，埃舍别墅可作为博物馆参观，同时也是商务，艺术和文化的聚会场所。 
出于对艺术潮流的敏锐兴趣，赫伯特·埃舍于1905年邀请艺术家爱德华·蒙克来到开姆尼茨。 画家为埃舍一家绘制肖像这幅画描绘了这个家庭，创作了六幅肖像画和一幅风景画，其中五幅为苏黎世一家特此设立的基金会所保存。 
赫伯特·埃舍于1945年底离开开姆尼茨，投靠他在瑞士库斯纳赫特生活的女儿，并在当地于1962年去世。